# Eisenbahnunfall von Alanís
Der Eisenbahnunfall von Alanís war der Zusammenstoß zweier Züge im Bahnhof von Alanís, auch Alanís de la Sierra, in der Provinz Sevilla, Spanien, am 19. November 1937. Mindestens 56 Menschen starben.

## Unfall
In Spanien herrschte seit Juli 1936 Bürgerkrieg. Der Zug Nr. 5759, ein gemischter Zug, der Militärausrüstung transportierte, stand in einem Überholungsgleis des Bahnhofs Alanís de la Sierra an der eingleisigen Strecke Zafra–Los Rosales. Auch der Zug Nr. 5760 war ein gemischter Zug und von Mérida nach Sevilla unterwegs. Er transportierte Militärausrüstung, aber auch kriegsgefangene Republikaner in ein Konzentrationslager, wahrscheinlich an den Baustellen des Canal del Viar, also denen von La Algaba oder Guillena. Bei den Gefangenen handelte es sich überwiegend um Basken.
Der Zug 5760 fuhr auf den Zug 5759 auf. Die Quellen nennen dafür keine Ursache.

## Folgen
Mindestens 56 Menschen starben bei dem Unfall, die meisten davon Gefangene, mehr als 150 wurden darüber hinaus verletzt. Die Toten wurden am 23. und 24. November 1937 in der Nähe der Unfallstelle beigesetzt. 31 der Unfallopfer konnten zuvor noch individuell identifiziert werden. Dies wurde den Angehörigen allerdings nicht mitgeteilt und sie erfuhren erst Jahrzehnte später von deren Schicksal. Eine Untersuchung der Gräber nach dem Ende der Franco-Diktatur ergab, dass sie 56 Tote bargen.